# دم‌بادبزنی بیشه‌ای دودی
دم‌بادبزنی بیشه‌ای دودی (نام علمی: Rhipidura threnothorax) نام یک گونه از سرده دم‌بادبزنی است.